# Snärjväv

Soumak från Hallwylska museet

Snärjväv är en förhistorisk och medeltida vävteknik som förekommer bland annat i fyra delar av Överhogdalstapeten (Överhogdalsbonaderna), Skogbonaden och bland Osebergstextilierna.
Tekniken går ut på att inslaget snärjs om vartannat genom inplock i varpen. Den nordiska varianten av snärjväv har senare mest använts som konturväv eller fyllnad av mönster i bildmotiv.
Internationellt kallas tekniken soumak.